# Sitram
SITRAM est une entreprise française spécialisée dans les articles et ustensiles de cuisson depuis 50 ans, sous le giron de l’entreprise Gers Equipement Mirande (groupe Cargo  Benton Toulouse).

## Histoire

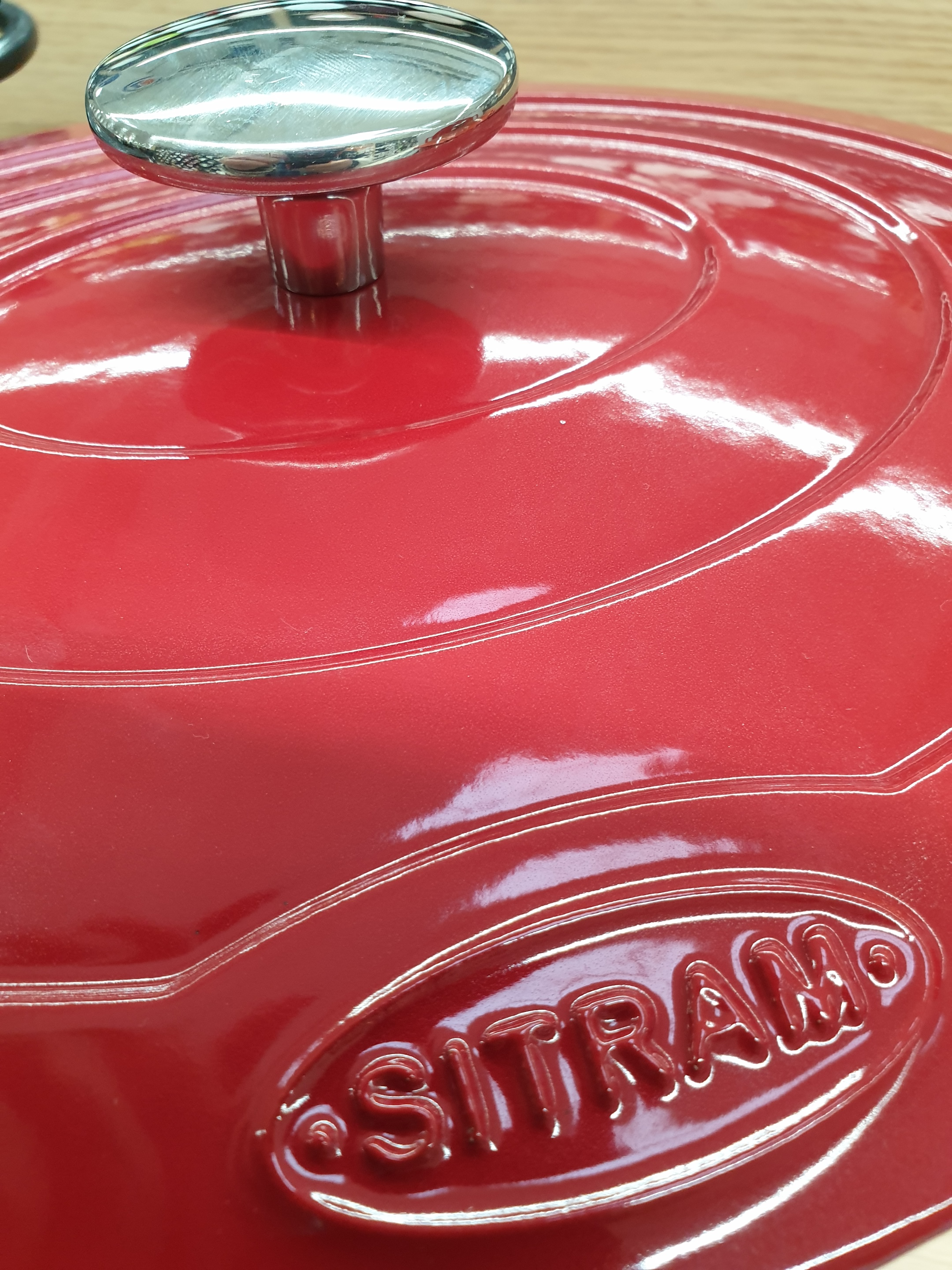
Cocotte Sitram en fonte émaillée.

C’est en 1960 que Fernand Combe, outilleur parisien, crée SITRAM, acronyme de Société Industrielle de Transformation de Métaux, afin de fabriquer des ustensiles de cuisine en inox en grande série. Il applique ses connaissances sur l’acier inoxydable à la fabrication des casseroles.
À l’origine, l’usine SITRAM inox s'installe à Saint-Benoît-du-Sault pour sa situation géographique stratégique et la qualité de sa main d’œuvre ; elle va ainsi marquer la vente en France des premiers autocuiseurs. En 1982, SITRAM produisait alors sa propre ligne avec revêtement antiadhésifs. Elle employait près de 500 personnes et participait fortement au développement économique de l’Indre.

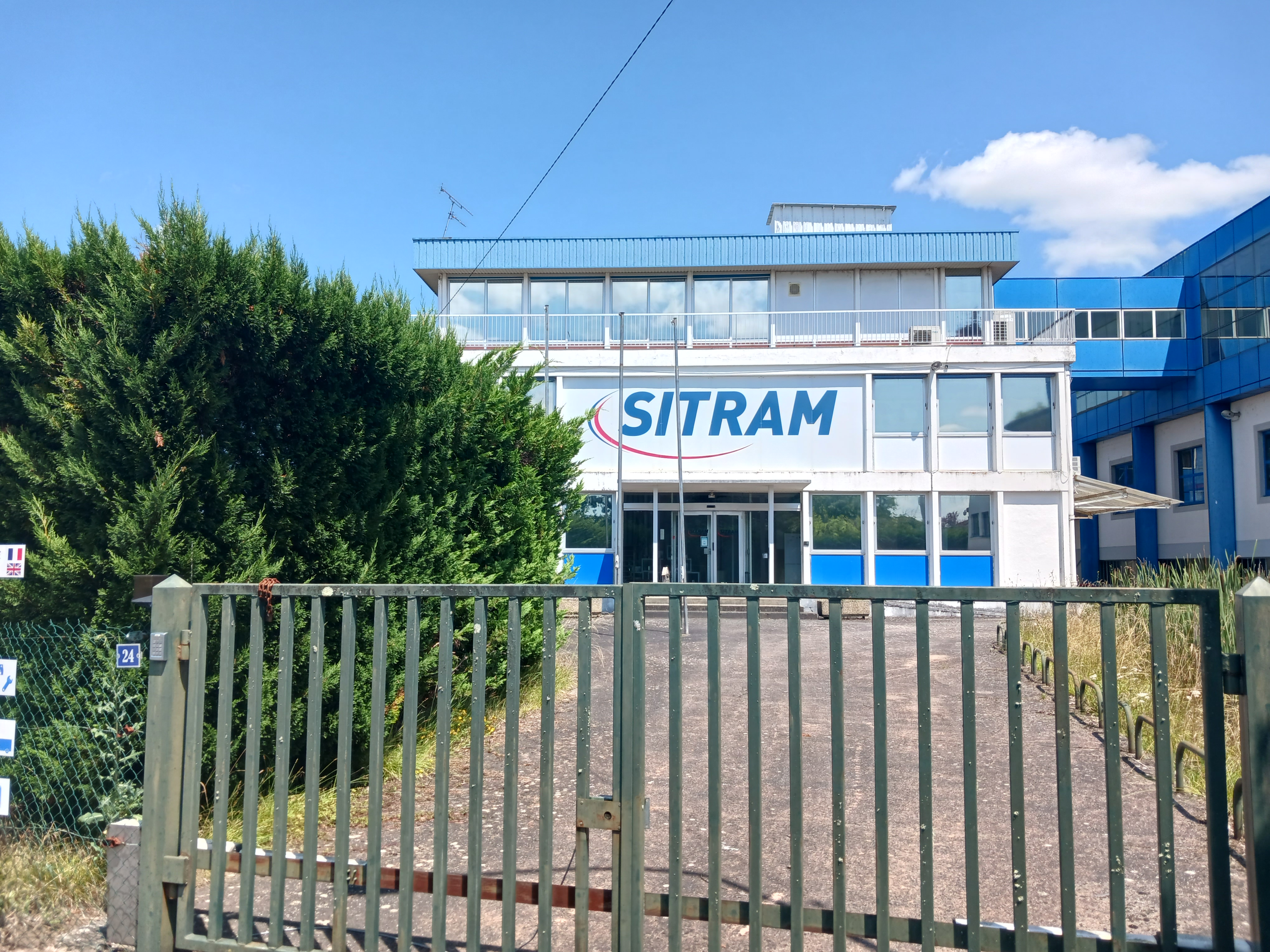
Entrée de l'usine SITRAM à Saint-Benoît-du-Sault

Grâce à sa croissance, l’entreprise crée sa première filiale aux États-Unis en 1985 puis, en 1993, ouvre l’usine de Shanghai en joint-venture avec un partenaire chinois. SITRAM rachètera par la suite la totalité des parts en 2000 pour être autonome sur ce marché. En 2001, une nouvelle filiale est ouverte en Californie, puis vient la création de SITRAM Asia en 2007.
SITRAM est acteur simultanément de la première et deuxième révolution industrielle. Sur les affiches de l’époque, l’entreprise aimait à rappeler qu’elle était la première à lancer l’autocuiseur à baïonnette quand ses concurrents lui préféraient le principe d’étrier.
Après l’année 2010 marquée par de nombreuses réductions d’effectifs afin de sauver l’entreprise, l’usine historique de Saint-Benoît-du-Sault est toujours en activité et compte 51 employés depuis 2013. Un ouvrage consacré à SITRAM, Une usine dans les champs, édité en 2012, retrace l’histoire des employés de l’usine et de ses patrons.
En 2013, Gilles Combe, fils du fondateur, était à la recherche d'un repreneur depuis plusieurs mois en l'absence d'héritier. La marque intéressait de nombreux repreneurs étrangers qui souhaitaient bénéficier de la réputation internationale de SITRAM mais ne garantissaient pas le maintien de l’emploi dans l’usine d’origine en Indre. Le choix final s’est donc porté sur le spécialiste français des arts de la table Gers Équipement (fililale du groupe toulousain Cargo) qui racheta alors la marque  avec le souhait de la moderniser,.
La marque s’est relancée notamment grâce au label d'entreprise du patrimoine vivant obtenu en décembre 2016 après celui de l'Origine France Garantie obtenu en 2015. En 2017, SITRAM se présente comme l’un des derniers fabricants de matériel de cuisson en inox en France.
L’usine Sitram de Saint-Benoît-du-Sault a fermé ses portes en décembre 2019.

## Identité
Dans les années 1980, une des premières campagnes de publicité SITRAM a permis à l’enseigne de mieux se faire connaître en marquant les esprits avec le slogan inventé par Gilles Combe « Si vous ne prenez pas une SITRAM, vous risquez de prendre une gamelle ».
En 2014 et après des années d’absence publicitaire, l’entreprise lance une nouvelle campagne de publicité afin de marquer un renouveau dans son histoire. Sous forme de plusieurs spots publicitaires, les vidéos reprennent les messages des premières campagnes publicitaires de façon humoristique.
Lors du salon Ambiente 2016, salon international des arts de la table et de la cuisine, Iris Mittenaere, Miss France et Miss Univers 2016, ainsi que le chef Pascale Salam Jaubert s’associent à SITRAM pour représenter la marque. En 2017, la marque poursuit son évolution afin de rajeunir son image notamment sur les réseaux sociaux et via son blogue consacré aux conseils culinaires.
Gilles Combe s'était  fortement investi  dans le football berrichon. Il est mort en juillet 2019.